# خواكيم داهل
خواكيم داهل (بالنرويجية البوكمول: Joachim Dahl)‏ هو سياسي نرويجي، ولد في 28 يونيو 1892، وتوفي في 31 يوليو 1972. حزبياً، نشط في حزب العمال. وقد انتخب عضو برلمان النرويج ‏.